# Sjurd
'Sjurd eller Sjúrður er et norsk og færøsk mandsnavn. I Norge dannedes Sjurd som en kortform af Sjugurd, den vestnorsk form af Sigurd, der har oprindelse i det norrøne navn Sigurðr, der betyder både sejr og vogter. Mens den færøske form Sjúrður er afledt af Sjúgurður.
Sjurd var det ellevte mest brugte mandsnavn i Norge i første halvdel af 1600-tallet. Mens varianten Siur var populært som drengenavn i 1700-tallet.

## Fremtrædende personer med navnet
- Sjúrður Skaale (f. 1967), færøysk entertainer og politiker
- Sjúrður F. Olsen, færøsk professor i ernæring
- Sjurd Skutlaberg, norsk fotograf
- Sjúrður Joensen, norsk fiskeriekspert